# Коваль Олекса Семенович
Оле́кса Семе́нович Кова́ль (13 травня 1910 с. Підгородне, Дніпропетровська область — 17 жовтня 1978 там само) — бандурист, чудовий майстер з виготовлення бандур. Навчався у Феодосія Часника з Катеринослава (тепер Дніпропетровськ). Виготовив 30 бандур, деякі з них зберігаються у Київському музеї Л. Українки, Дніпропетровському музеї ім. Д. Яворницького.

## Біографія
Народився в багатодітній родині хліборобів, навчався деревообробці у свого батька, до створення колгоспу наймитував у німецькій колонії.
Працював на металургійному заводі ім. К. Лібкнехта (1933), що порятувало його від Голодомору. Згодом став піонервожатим.
Олекса Коваль воював в Другу світову війну, кавалер дев'ятьох бойових медалей та ордена «Знак Пошани». 1967 організував і утримував Підгороднянський краєзнавчий музей.
Також кіномеханік. Організатор місцевого історичного музею (1967), який нині носить ім'я засновника.
Приятелював з академіком Дмитром Яворницьким, письменником І. Шаповалом.
У його особистій бібліотеці (понад 1000 томів) були книги з автографами О. Гончара, П. Усенка, Єжи Єнджеєвича й інших літераторів.
Бібліографія творчої діяльності Олекси Коваля складає понад 40 позицій у виданнях України, Московії, Польщі.

## Галерея

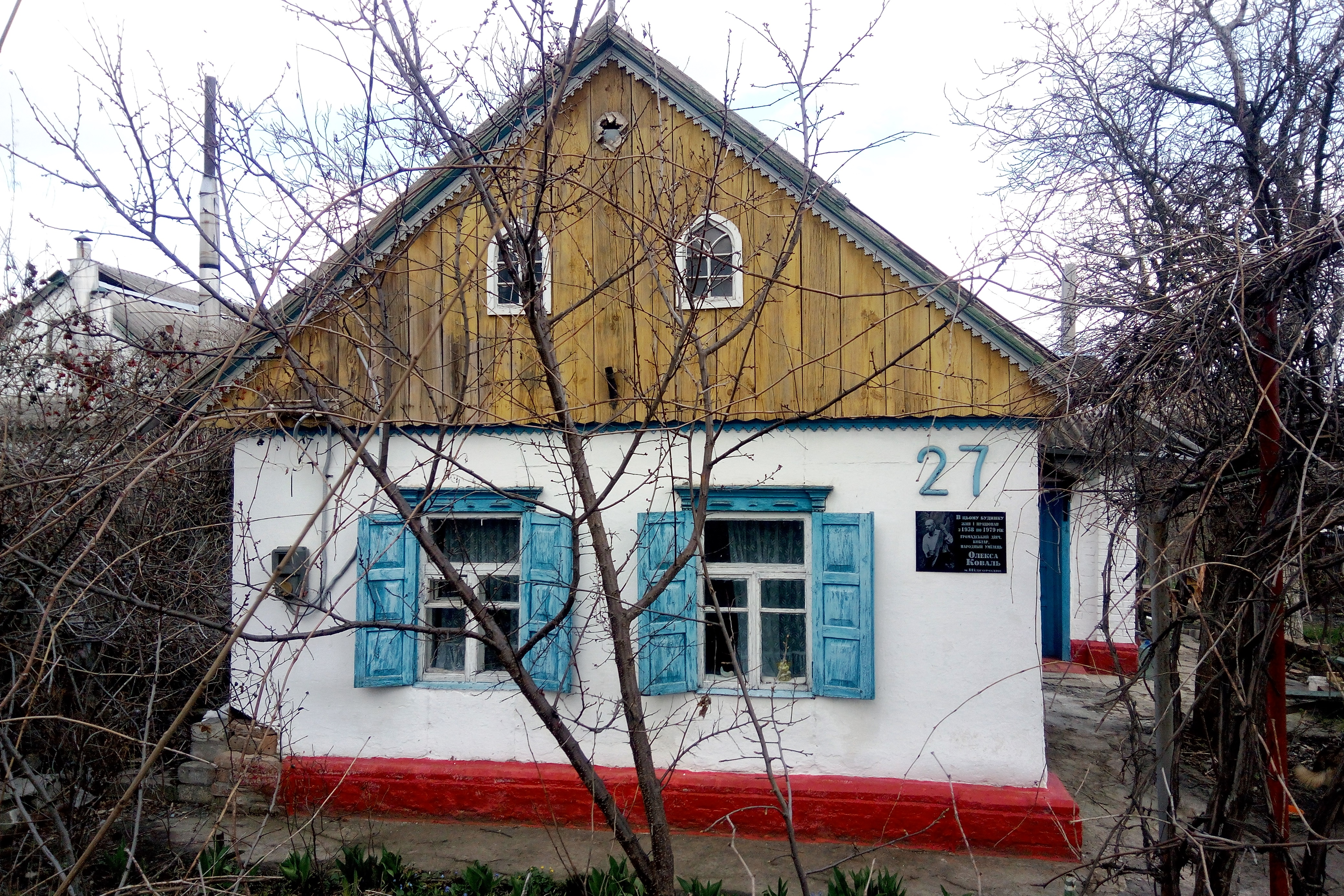
Будинок в якому з 1938 по 1979 жив і працював громадський діяч, кобзар, народний умілець О. Коваль
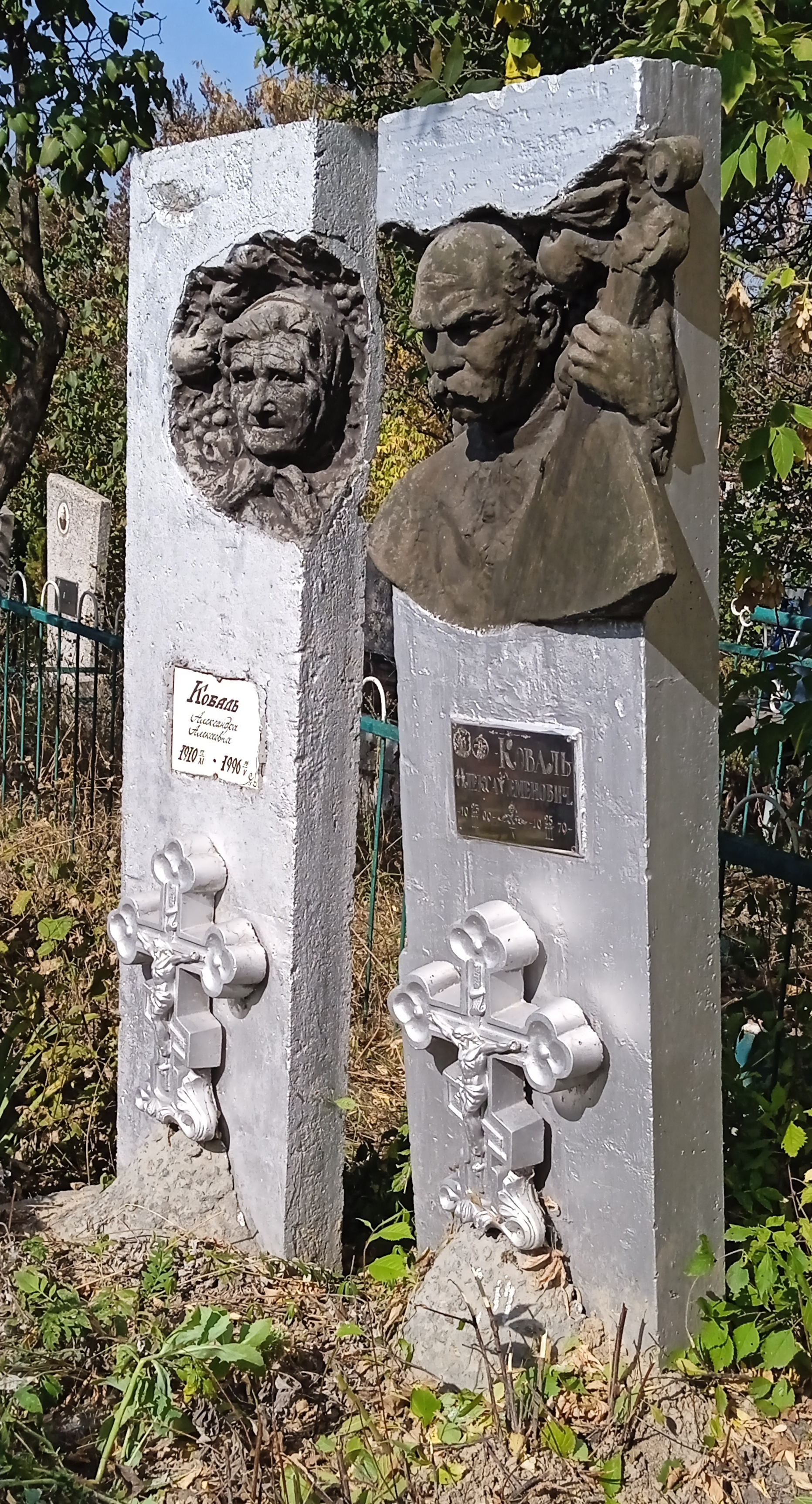
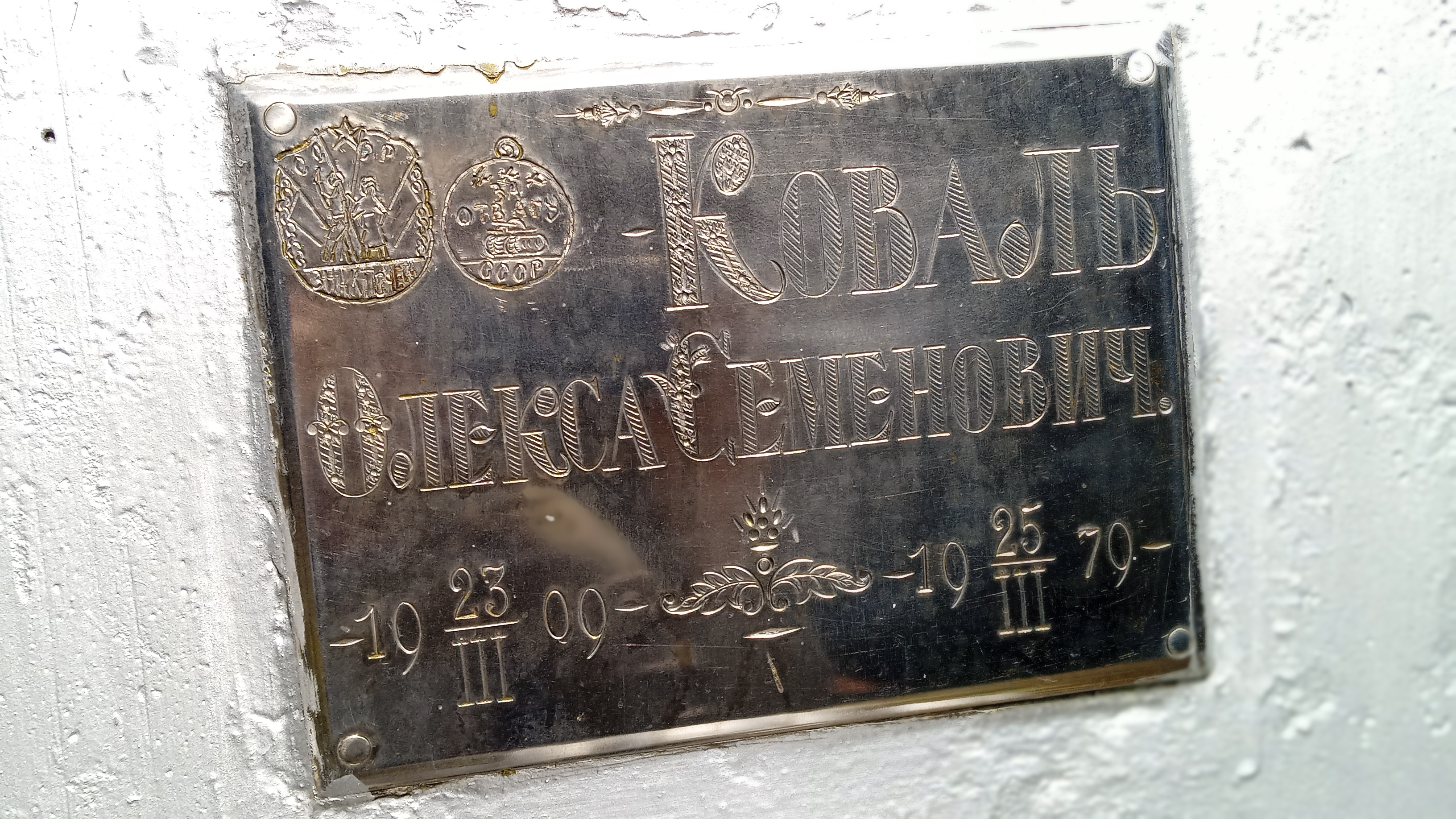
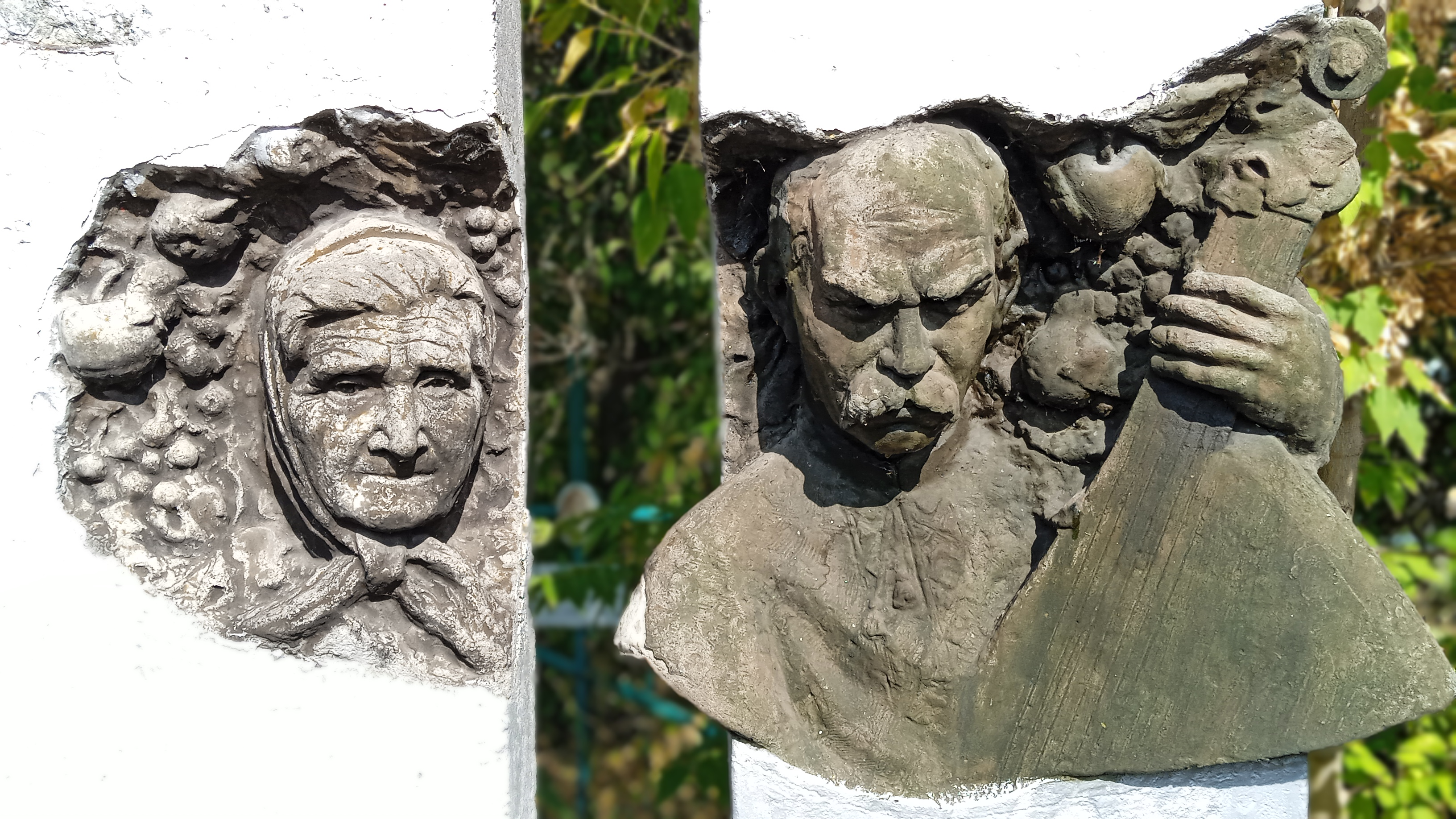